# معركة نهم
معركة نهم هي معركة مستمرة بدأت في منتصف ديسمبر 2015 في مديرية نهم (40 كم شرق العاصمة صنعاء)، وذلك بعد سيطرة القوات الحكومية على «معسكر ماس» في حدود محافظتي الجوف ومأرب، والقريب من حدود مديرية نهم، وفي اليومين التاليين 19 و20 ديسمبر تعمقت قوات الجيش القادمة من مأرب والجوف داخل مديرية نهم شرق العاصمة صنعاء والتابعة لمحافظة صنعاء حيث سيطرت على جبل «اللدود» ثالث جبل مطل على «فرضه نهم» التي يوجد بها عدة ألوية عسكرية منها اللواء 312 مدرع التابع لصالح والحوثيين، واللواء 314 مدرع. وواجهت القوات الحكومية مقاومة شرسة استمرت حتى فبراير 2016، حين استطاعت السيطرة على معسكر اللواء 312 مدرع في نهم.

## الأحداث
في 6 أغسطس 2016 قالت القوات الحكومية أنها تمكنت من تحرير عدد من المواقع العسكرية أبرزها جبل المنارة المطل على مركز مديرية نهم وقرية الحول وجبل القناصين والعيان." بعد أن انتهت محادثات السلام برعاية الأمم المتحدة في الكويت دون التوصل إلى اتفاق. وجاء الهجوم في الوقت الذي أعلن فيه الحوثيون وقوات صالح عن تشكيل ما أُطلق عليه "المجلس السياسي" لإدارة شؤون البلاد.